# Linia kolejowa Svitavy – Žďárec u Skutče
Linia kolejowa Svitavy – Žďárec u Skutče (Linia kolejowa nr 261 (Czechy)) – jednotorowa, niezelektryfikowana regionalna linia kolejowa w Czechach. Łączy stacje Svitavy i Žďárec u Skutče. W całości znajduje się na terytorium kraju pardubickiego.